# Exodus (sastav)
Exodus je američki thrash metal sastav, osnovan 1980. godine u San Franciscu.
Sastav su osnovali gitarist Gary Holt, sadašnji gitarist Metallice Kirk Hammett, i pjevač/bubnjar Tom Hunting.
S osam studijskih, dva live albuma i dvije kompilacije, Exodus je objavio ukupno dvanaest albuma od njihovog debija 1985. godine.
Gary Holt je ostao jedini stalni član sastava i jedini je koji se pojavio na svim izdanjima sastava.
Iako je bubnjar Tom Hunting jedan od osnivača sastava, on je dva puta napuštao sastav, a trenutačno je ponovo član Exodusa.

## Povijest

### Osnivanje i debi (1982. – 1985.)
Godine 1982. u Exodus-u su svirali Kirk Hammett i Gary Holt na gitarama, Paul Baloff kao vokal, Geoff Andrews na basu i Tom Hunting na bubnjevima. 
Ova postava je snimila 1982 Demo. 1983. godine Kirk Hammett napušta Exodus kako bi se pridružio Metallici. Njegova zamjena je bio gitarist Rick Hunolt, dok je Rob McKillop zamijenio Andrews-a na basu. Ova postava je snimila i izdala debi album Bonded by Blood, koji je snimljen tijekom 1984. godine, ali je zbog problema s izdavačem objavljen tek 1985. godine. Usprkos kašnjenju od gotovo godinu dana, Bonded by blood je postao antologijski album i jedan od najvažnijih albuma Thrash metala.

### Zlatne godine (1986. – 1991.)
Nedugo prije snimanja drugog studijskog albuma Pleasures of the Flesh, koji je izdan 1987. godine, Paula Baloff-a na mjestu glavnog vokala zamjenjuje Steve "Zetro" Souza, bivši vokal sastava Legacy. Baloff je kasnije oformio sastav "Piranah".
Exodusova postava je ostala ista idućih nekoliko godina, ali nikad više nisu dosegli slavu prvih izdanja. 
Nakon dva studijska albuma (Fabulous Disaster i Impact is Imminent), Exodus izdaje svoj prvi live album Good Friendly Violent Fun.

### Raspad i zatišje (1991. – 1998.)
Nakon objavljivanja albuma Good Friendly Violent Fun, sastav je odradio manju turneju, te objavio novi studijski album pod nazivom Force of Habit.
Ovaj album je predstavljao veliki odmak od njihovih prijašnjih uradaka te je sadržavao neke laganije pjesme i sporiji zvuk u odnosu na njihove prethodne radove. Jedanaesto minutna pjesma "Architect of Pain", je vjerojatno najsporija pjesma koju je Exodus ikada snimio. Kako album nije bio dobro prihvaćen od publike uslijedio je raspad. 
Nakon nekoliko godina zatišja, 1997. godine Exodus objavljuje drugi live album Another Lesson in Violence, ponovo s Paulom Baloff-om na vokalu, no ubrzo ponovo prestaju s radom.

### Povratak na scenu (2001. – 2004.)
2001. godine Exodus se ponovo obnavlja kako bi nastupili na Chuck Billy-jevu dobrotvornom mega koncertu legendarnih Thrash sastava pod nazivom Thrash of the Titans. Nakon toga nastavljju sa svirkama uglavnom po lokalnim klubovima San Francisca - Bay Area, te počinju pripremati povratnički, novi studijski album. 
U veljači 2002., Paul Baloff umire od posljedica srčanog udara. Nedugo potom bivši vokalist Steve Souza se vraća u sastav te snimaju novi studijski album, prvi nakon 1992. godine. 
Konačno 2004. godine Exodus objavljuje svoj šesti studijski album nazvan Tempo of the Damned, pod etiketom Nuclear Blast Records, vjerojatno najbolji povratnički album nekog thrash sastava ikad.

### Sadašnjost
Godine 2005. godine dolazi do novih promjena i Hunolt napušta Exodus kako bi se mogao posvetiti obiteljskom životu. Njega zamjenjuje Lee Altus, nekadašnji gitarist thrash sastava  Heathen.
Tom Hunting također napušta sastav zbog nesuglasica oko pojedinih Holt-ovih anti-kršćanskih tekstova pjesama. Huntinga zamjenjuje Paul Bostaph, nekadašnji bubnjar Forbiddena, Slayera i Testamenta. Souza također napušta sastav iste godine i njega zamjenjuje Steev Esquivel, koga ubrzo zamjenjuje Rob Dukes s kojim Exodus izdaje novi studijski
album Shovel Headed Kill Machine, kojeg je popratila velika turneja po gotovo svim kontinentima. 
Tom Hunting se vraća u Exodus 2007. godine.
Godine 2007. godine Exodus objavljuje svoj osmi studijski album The Atrocity Exhibition... Exhibit A, dok 2008. godine ponovo snimaju svoj debi album "Bonded by Blood", pod novim nazivom Let There Be Blood, što izaziva podijeljene reakcije kod fanova. 

## Članovi

### Trenutačna postava
- Steve "Zetro" Souza (1986. – 1993., 2002. – 2004., 2014.-)
- Gary Holt — gitara (1980.-)
- Lee Altus — gitara (2005.-)
- Jack Gibson — bas-gitara (1997.-)
- Tom Hunting — bubnjevi (1980. – 1989., 1997. – 2005., 2007.-)

### Bivši članovi
- Paul Baloff — vokal (1982. – 1986., 1997. – 1998., 2001. – 2002.)
- Rob Dukes — vokal (2005. – 2014.)
- Kirk Hammett (1980. – 1983.)
- Rick Hunolt (1983. – 2005.)
- Rob McKillop (1983. – 1990.)
- Michael Butler (1991. – 1993.)
- John Tempesta (1989. – 1993.)
- Paul Bostaph (2005. – 2006.)

## Diskografija
| Godina | Naslov                               | Album       |
| ------ | ------------------------------------ | ----------- |
| 1982.  | 1982 Demo                            | Demo        |
| 1985.  | Bonded by Blood                      | Studijski   |
| 1987.  | Pleasures of the Flesh               | Studijski   |
| 1989.  | Fabulous Disaster                    | Studijski   |
| 1990.  | Impact Is Imminent                   | Studijski   |
| 1991.  | Good Friendly Violent Fun            | Live        |
| 1992.  | Force of Habit                       | Studijski   |
| 1992.  | Lessons in Violence                  | Kompilacija |
| 1997.  | Another Lesson in Violence           | Live        |
| 2004.  | Tempo of the Damned                  | Studijski   |
| 2005.  | Shovel Headed Kill Machine           | Studijski   |
| 2007.  | The Atrocity Exhibition... Exhibit A | Studijski   |
| 2008.  | Let There Be Blood                   | Kompilacija |
| 2010.  | Exhibit B: The Human Condition       | Studijski   |
| 2014.  | Blood In Blood Out                   | Studijski   |
| 2021.  | Persona Non Grata                    | Studijski   |

## Vanjski izvori
- Službena stranica
- Exodus - Gary Holt interview @ Metalfan.ro - English  Arhivirana inačica izvorne stranice od 17. veljače 2021. (Wayback Machine)